# بارا (باهیا)
بارا (به پرتغالی: Barra) یک منطقهٔ مسکونی در برزیل است که در باهیا واقع شده‌است. بارا ۱۱٬۴۲۲٫۵۳۷ کیلومتر مربع مساحت و ۵۳٬۹۱۰ نفر جمعیت دارد.